# Женщины в Кыргызстане

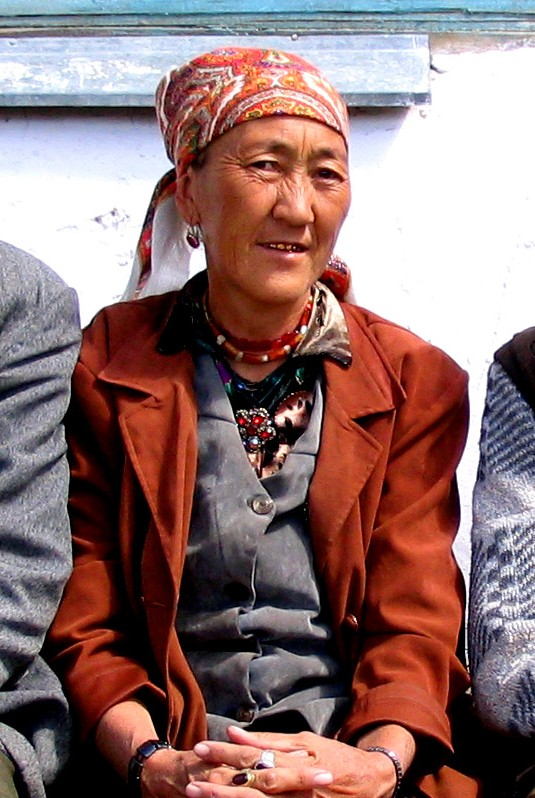
Женщина в Кыргызстане (2004)

Женщинам в Кыргызстане исторически отводились определённые роли, хотя только религиозная элита изолировала женщин, как это происходит в других мусульманских обществах. Сельские жители продолжают традиционную сибирскую племенную практику похищения невест (похищение женщин и девочек для принудительного брака). Похищение невесты, известное как ala kachuu (взять и сбежать) заключается в похищении девочек в возрасте от 16 лет для принудительного брака. Семья, в которую попадает девочка, заставляет и принуждает её принять незаконный брак. В большинстве случаев молодая женщина подвергается насилию сразу же во имя брака[8].

## Обзор

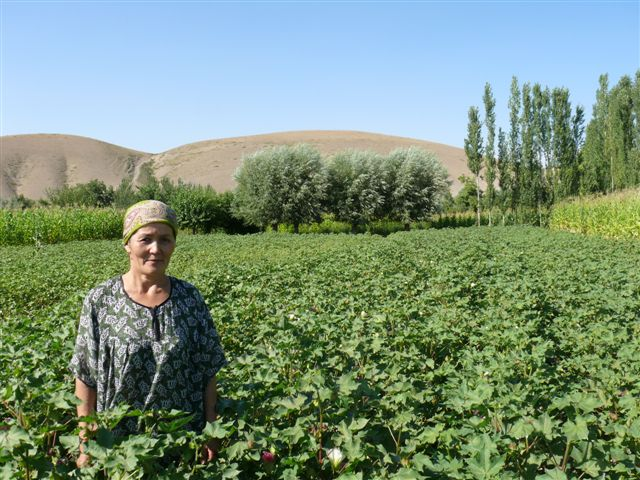
Женщина-фермер в Кыргызстане

Кыргызстан — страна в Центральной Азии с кочевыми традициями. В настоящее время население страны состоит из киргизского большинства (70,9 %), также в стране значительная доля узбеков (14,3 %) и русских (7,7 %). Есть и другие меньшинства, такие как дунганское, уйгурское, таджикское, тюркское, казахское, татарское, украинское, корейское и немецкое. Большая часть населения — мусульмане (75 %), но есть и значительное русское православное меньшинство (20 %). Страна в основном сельская: только 35,7 % населения проживает в городских районах. Общий коэффициент рождаемости составляет 2,66 рождённых на одну женщину (оценка 2015 года), несмотря на тот факт, что уровень распространённости современных противозачаточных средств довольно низок — 36,3 % (оценка 2012 года). Уровень грамотности среди женщин очень высок — 99,4 % (оценка 2015 года).

## Современное время
В первые годы независимости женщины играли более заметную роль в Кыргызстане, чем в других странах Центральной Азии. В результате парламентских выборов 16 декабря 2007 года 23 женщины, представляющие три политические партии, занимают должности в парламенте. С 2007 года женщины занимали несколько правительственных должностей высокого уровня, в том числе были министром финансов, министром образования и науки, министром труда и социального развития, главным судьёй Конституционного суда, председателем Государственного комитета по вопросам миграции и занятости, и председателем ЦИК. По состоянию на 2007 год ни одна женщина не занимала должности губернатора или главы местного правительства. В августе 2007 года президент Курманбек Бакиев подписал план действий по достижению гендерного баланса на 2007—2010 годы. В период с 2007 по 2010 год женщины-парламентарии представили 148 из 554 законопроектов, которые охватывали вопросы от защиты грудного вскармливания до принятия закона, гарантирующего равные права и возможности для женщин и мужчин. В марте 2010 года оппозиционный политик Роза Отунбаева пришла к власти в качестве временного президента после революции против правительства Бакиева, став первой женщиной-президентом Кыргызстана.

## Насилие против женщин
Несмотря на законы против насилия, о многих преступлениях против женщин не сообщается из-за психологического давления на них, культурных традиций и апатии сотрудников правоохранительных органов. Изнасилование, в том числе супружеское, является незаконным, но последний не всегда соблюдается. Об изнасилованиях не сообщается, и прокуроры редко передают дела об изнасилованиях в суд.

### Похищение невесты, принудительный и ранний брак
Хотя это запрещено законом, сельские жители продолжают традиционную практику похищения невест (похищение женщин и девочек для принудительного брака). Во многих, преимущественно сельских районах, похищение невест, известное как ала качуу (взять и бежать), является общепринятым и распространённым способом взятия жены. Девушек в возрасте 12 лет похищают для принудительного брака, где семья похитителя оказывает давление и принуждает принять брак.
Хотя в Кыргызстане такая практика является незаконной, похитителей невест преследуют редко. Это объясняется плюралистической правовой системой Кыргызстана, где многие деревни фактически управляются советами старейшин и судами аксакалов на основе обычного права, вдали от глаз государственной правовой системы. Закон против похищения невест был ужесточён в 2013 году.

### Домашнее насилие
Закон о социальной и правовой защите от насилия в семье (2003) защищает от случаев насилия в семье. Однако на практике полиция часто отказывается регистрировать жалобы на насилие в семье.

### Секс-торговля
Гражданские и иностранные женщины и девочки являются жертвами торговли людьми в Кыргызстане. Их насилуют и наносят физический и психологический ущерб в борделях, отелях, домах и других местах по всей стране.

### Сексуальное домогательство
Сексуальные домогательства запрещены законом. Однако, по словам эксперта из местной неправительственной организации Shans, об этом редко сообщают или возбуждают уголовные дела.

### Насильственный экстремизм и терроризм
Набор в ряды ИГИЛ происходит в Кыргызстане в небольших масштабах. С 2010 по 2016 годы правительство сообщило, что в Сирии и Ираке в качестве иностранных боевиков участвовали 863 гражданина, 188 из которых были женщины. Было высказано предположение, что женщины в Кыргызстане присоединяются из-за давления со стороны семьи со стороны мужа или иногда других родственников, которое называют «зомбификацией», или как способ добиться более высокого социального статуса, финансового благополучия, а иногда и предложения брака.

## Женщины в правоохранительных органах и безопасности
Ассоциация женщин-полицейских Кыргызстана была создана в 2010 году с целью поддержки женщин-полицейских и пропаганды гендерного равенства в правоохранительных органах и в правительстве в целом. В марте 2017 года в Бишкеке была создана Ассоциация женщин в сфере безопасности. Обе организации поддерживаются ОБСЕ в Кыргызстане.

## Законные права и гендерное равенство

Девушка-студент в Кыргызстане

Женщины пользуются теми же правами, что и мужчины, в том числе по семейному праву, имущественному праву и в судебной системе, хотя на практике дискриминация в отношении женщин сохраняется. Конституция Кыргызстана 2010 года обеспечивает равенство полов. Советские правители утверждали, что отменили многие вредные традиции, вытекающие из дискриминационных кочевых обычаев и обычаев, таких как выкуп невесты и принудительный брак, хотя спорным является то, в какой степени это было правдой — согласно некоторым источникам «Традиционная практика брака в сельских районах [ …] были мало затронуты советским господством», в то время как выкуп невесты, хотя и была запрещена коммунистическим режимом, продолжала оставаться под видом «подарков». Сегодня на практике женщины, особенно в отдалённых сельских районах, часто подвергаются дискриминации и лишаются возможности пользоваться своими законными правами и зачастую не знают своих прав, и «они не знают, что могут сообщать об избиениях своих мужей в полицию».

### Многожёнство
26 марта 2007 года парламент проголосовал против меры по декриминализации многожёнства. Хотя никакой официальной статистики не было, министр юстиции Марат Кайыпов заявил, что министерство осуществляет судебное преследование двух-трёх дел о многожёнстве в год.